# Hyōhō niten ichi ryū
 (juin 2023).
Si vous disposez d'ouvrages ou d'articles de référence ou si vous connaissez des sites web de qualité traitant du thème abordé ici, merci de compléter l'article en donnant les références utiles à sa vérifiabilité et en les liant à la section « Notes et références ».
 (juin 2023).
 (juin 2023).
- Si vous ne connaissez pas le sujet, laissez ce bandeau (vous pouvez alors contacter les auteurs).
- Si vous supprimez le contenu mis en cause (vous pouvez préalablement contacter les auteurs),

argumentez précisément cette suppression dans la page de discussion
(un manque de référence n'est pas un argument ; une recherche réelle de référence doit avoir été effectuée, être formellement documentée).
Hyōhō niten ichi ryū (兵法二天一流), traduit librement par « l’École de la stratégie des deux cieux comme une terre », est une koryū, école ancienne japonaise de sabre, fondée par Miyamoto Musashi.

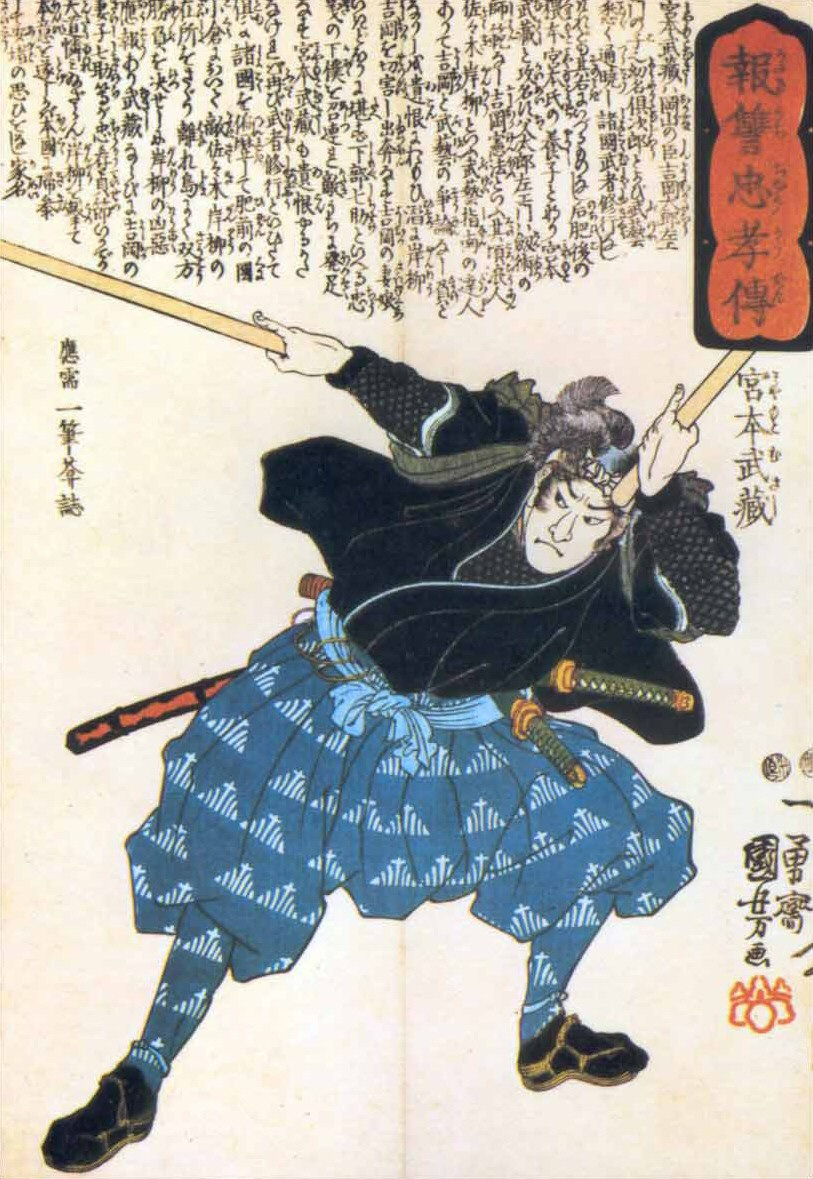
Miyamoto Musashi, fondateur de la Hyōhō Niten Ichi Ryu s'entaînant aux nito seiho avec 2 bokken.

Surtout connue pour son usage des deux sabres, cette école dispense aussi un enseignement des sabres long et court et du bâton. Musashi la nomma niten ichi (二天一, « deux ciels en un ») ou nito ichi (二刀一, « deux sabres en un »). Elle est connue en tant qu'école de kenjutsu.

## Origine
Cette école a été créée par le samouraï Miyamoto Musashi. Elle se réclame d’une transmission directe depuis son fondateur, issue d'une lignée de maîtres partagée par ses nombreuses branches à des degrés divers, et ayant comme témoin de cet héritage le bokken de Miyamoto Musashi.

## Transmission

### Une lignée de maîtres
La transmission de l’école est incarnée par une succession de maîtres :
1. Shinmen Miyamoto Musashi-No-Kami Fujiwara no Genshin (宮本 武蔵 藤原 玄信?)
2. Terao Kyumanosuke Nobuyuki (寺尾 求馬助?) (le 2e nom peut être lu « Motomenosuke »)
3. Terao Goemon Katsuyuki (寺尾 郷右衛門?)
4. Yoshida Josetsu Masahiro (吉田 如雪?)
5. Santo Hikozaemon Kyohide (山東 彦左衛門?)
6. Santo Hanbe Kiyoaki (山東 半兵衛?)
7. Santo Shinjuro Kiyotake (山東 新十郎?)
8. Aoki Kikuo Hisakatsu (青木 規矩男?)
9. Kiyonaga Tadanao Masami (清長 忠直?)
10. Imai Masayuki Nobukatsu (今井 正之?)
11. Iwami Toshio Harukatsu (岩見 利男?)
12. Kajiya Takanori (加治屋孝則?)

Kajiya Takanori soke représente la transmission issue de la lignée présentée ci-dessus. Cette école est enseignée en dehors du Japon et notamment en France et dans plusieurs pays d’Europe et du continent nord-américain.

### Un fonctionnement koryū
Hyōhō niten ichi ryū est considérée par la Nihon Kobudō Kyokai (Association des kobudō japonais) comme la branche maîtresse des différentes écoles se réclamant de l'enseignement de Miyamoto Musashi au Japon. Elle fonctionne sur le modèle des koryū.
Un enseignement koryū se reconnaît aux conditions suivantes :
1. Un grand maître reçoit de la génération précédente et transmet à la génération suivante l'intégralité de l'enseignement.
2. Le grand maître seul connaît l'intégralité de l'enseignement et les conditions qui permettent sa transmission.
3. Le grand maître seul peut décerner une autorisation à enseigner qui correspond aux titres de menkyo et menkyo kaiden, ou bien une délégation à partager ses connaissances pour les dojos à l'étranger (Europe, Amérique du Nord).
4. Toute autre personne qui proclamerait une interprétation libre s'opposerait à la réalité d'une koryū, à savoir que l'interprétation naît d'une connaissance réelle de l'enseignement et cette connaissance est authentifiée par le grand maître précédent.
5. Toute activité d'enseignement qui ne se réfèrerait pas nominativement et directement au grand maître de la Hyōhō Niten Ichi Ryu en la personne du 12e successeur, Kajiya Takanori soke, ou au grand maître d'une branche secondaire de la lignée de transmission serait considérée comme extérieure à la réalité des koryū et du kenjutsu.

Kajiya soke a désigné des responsables par pays.

#### Autres groupes koryū
D’autres groupes existent au Japon et ailleurs mais seule la Hyōhō niten ichi ryū de Kajiya Takanori soke, basée à Kitakyūshū, est reconnue par les autres koryū membres de la Nihon Kobudo Kyokai et la Nihon Kobudo Shinkokai. Cela n’enlève rien ni à la légitimité de ces groupes de pratiquants ni à la qualité de leur pratique. Noda ha Niten Ichi Ryu est membre de la Nihon Kobudo Kyokai à la suite de sa requête adressée à Imaï soke (10e successeur de Miyamoto Musashi au sein de la Hyōhō niten ichi ryū) qui a eu l'amabilité d'accepter cette branche secondaire à ses côtés au sein de cette prestigieuse association des kobudo.

#### Autres groupes non koryū
Les 5 points énoncés ci-dessus ont maintenu l'école à travers les siècles.
- Tout groupe qui ferait référence à la Hyōhō niten ichi ryū doit impérativement mentionner l'accord de Kajiya soke.
- Tout groupe qui ferait référence à une branche de Niten Ichi Ryu doit pouvoir établir une connexion avec une lignée descendant de Musashi ainsi qu'une autorisation nominative à enseigner par le représentant de cette branche.
- Tout groupe qui ne pourrait pas remplir les deux précédentes conditions ne fait pas partie des koryū et ne devrait pas faire état d'une transmission depuis Musashi et donc utiliser les noms de Hyōhō niten ichi ryū ou de Niten Ichi Ryu.

##### Autres enseignements inspirés de la koryū
- Ainsi le maître d'Aïkido Saotome Mitsugi senseï s'est inspiré de Miyamoto Musashi pour élaborer sa technique des deux sabres mais n'emploie pas les deux terminologies mentionnées. Il enseigne en tout honneur un gendaï budo en puisant dans ses racines koryū. En agissant de cette manière, il illustre que « le budo est avant tout respect ».
- Certains enseignants passionnés par la figure de Musashi ont créé des cours en évoquant une relation avec une des branches de la Niten Ichi Ryu mais sans lignée de transmission nominative. Pour cette raison, ces enseignements ne devraient pas évoquer une appartenance à la Hyōhō niten ichi ryū ou à la Niten Ichi Ryu car cela induit en erreur le public encore peu informé de la vie des koryū. Pour se réclamer de la Hyōhō niten ichi ryū ou de la Niten Ichi Ryu, il leur faudrait nommer le soke, ou grand maître, qui les a autorisé à enseigner.

## Enseignement

### Seiho, les katas de l'école

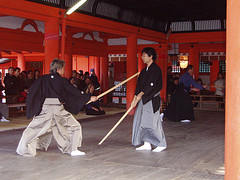
Sassen, Itto seiho, Kajiya soke à droite, Hyōhō niten ichi ryū kenjutsu, à Itsukushima-jinja

Comme toutes les koryū, la Hyōhō niten ichi ryū enseigne par les seiho (katas). Seiho signifie « conduire l’énergie ». Ils se font par deux : le plus ancien avance et le plus débutant répond, le premier rôle étant uchidachi et le second shidachi. Il n'y a pas de combat ni de compétition selon les usages des koryū. Il est le lieu du combat et de l'enseignement « comme un verre qui serait versé dans un autre sans en perdre une goutte ».
Liste des seiho :
1. Itto/tachi seiho : 12 seiho au dachi.
2. Nito seiho : 5 seiho avec le dachi et le kodachi, sabres long et court, qui correspondent aux 5 seiho du Livre de l’eau.
3. Kodachi seiho : 7 techniques au kodachi.
4. Bōjutsu : 20 seiho au bō, bâton long ; 13 seiho bo contre dachi et 7 seiho bo contre bo.

D’autres enseignements peuvent exister mais ne sont pas accessibles à la connaissance du grand public. L'enseignement est appuyé sur une transmission orale de la juste lecture du Gorin no sho (le japonais ancien n'ayant pas de ponctuation, la lecture peut présenter plusieurs sens).
Les seiho sont enseignés en rapport direct avec l’avancée en grade de l’élève :
- Shoden : itto seiho,
- Chuden : kodachi seiho,
- Okuden : nito seiho,
- Menkyo : bojutsu,
- Menkyo kaiden : tout le cursus du ryu et une compréhension profonde des enseignements du fondateur.

Il existe une forme de kendo inspirée de l'escrime de Miyamoto Musashi mais qui ne préserve aucune relation avec la Hyōhō niten ichi ryū. On l'appelle nito kendo, kendo à deux sabres. Il n'y a pas de tel combat dans cette koryū pour la simple raison que le kendo est une création post-Meiji (1868) dont la première mention est apparue 267 ans après la mort de Miyamoto Musashi.

### Équipement
La Hyōhō niten ichi ryū utilise le bokken et le shoto bokken, le sabre en bois et le sabre court en bois. Ces bokken sont la création de Musashi lui-même. Ils témoignent de son esprit tout autant que ses seiho.
Elle estime qu'il n'y a pas de tenue de rigueur. On peut observer lors des entraînement ou keikos des tenues traditionnelles de travail, ou samue, des kinomos ou des survêtements. Il faut cependant rappeler que l'ambiance d'une koryū est à la sobriété et donc les vêtements trop voyants sont tout à fait déconseillés.
Les niveaux avancés reçoivent l'enseignement du bâton long ou bo.

### Admissibilité
L'école déclare accepter tout le monde. Cela signifie que le candidat sera jugé sur ses actes et son comportement et non sur son origine ou ses intentions. Chaque école et chaque dojo requièrent le respect d'un ensemble de règles visant à la sécurité, à la dignité et à la meilleure transmission de l'art martial.

### Localisation des dojos

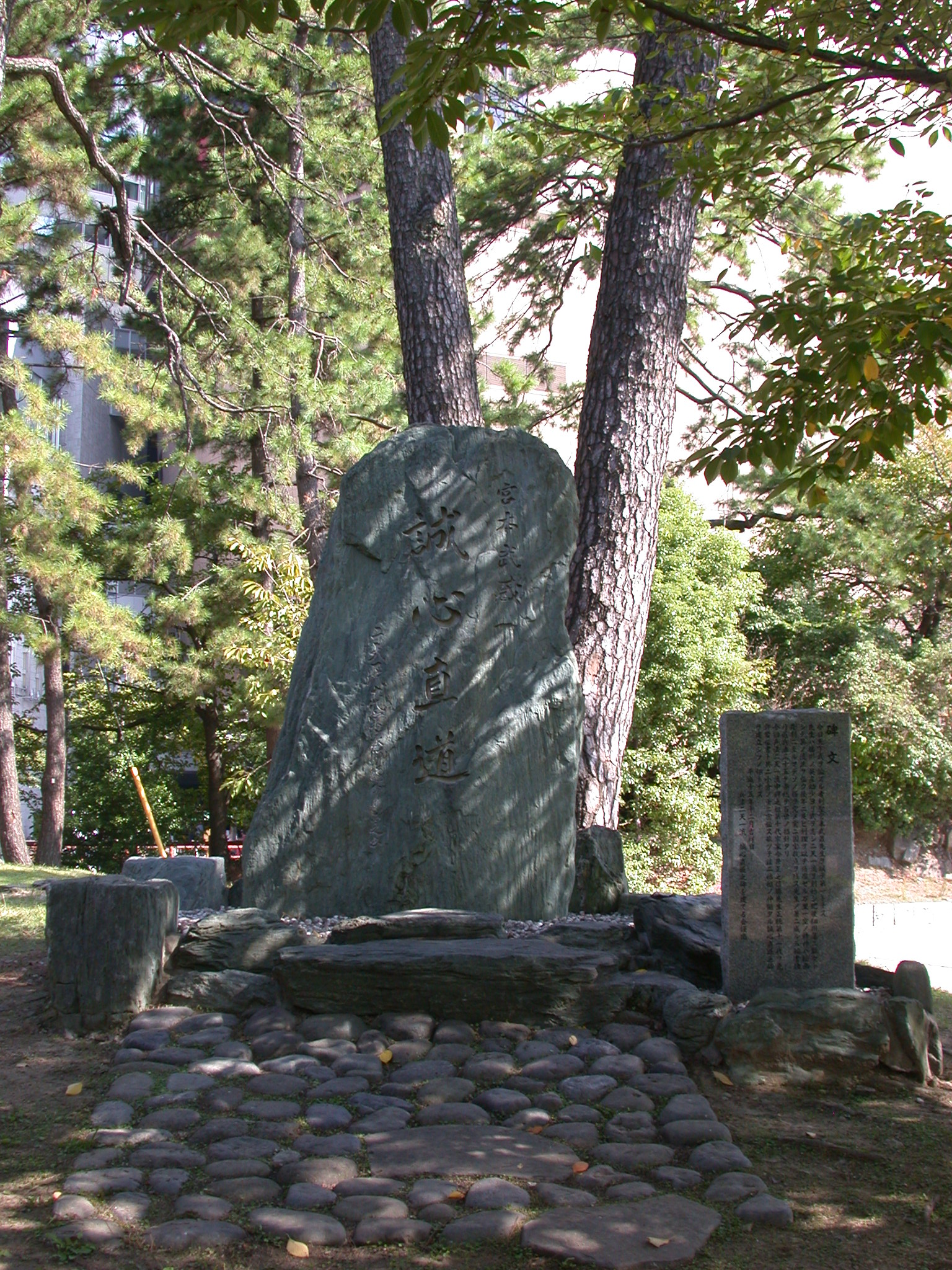
Stèle dédiée à Miyamoto Musashi, fondateur de la Hyōhō niten ichi ryū. Elle est érigée à Kokura sur le lieu où vécut Musashi. Sur la pierre est inscrite la devise :, « Cœur sincère, voie droite ».

Le Hombu dojo (dojo central au Japon) est situé à Kokura dans le Kyūshū, et il est dirigé par Kajiya Takanori soke. L'enseignement est ouvert aux Japonais ainsi qu'aux non-Japonais. Faire partie d'une koryū implique d'être accepté par le soke et de comprendre les devoirs de l'élève.
L'école est également présente hors du Japon en Allemagne, Australie, Autriche, Belgique, Bosnie-Herzegovine, Canada, Chili, Croatie, Finlande, France, Irlande, Italie, Hongrie, Malte, Pays-Bas, République Tchèque, République Slovaque, Roumanie, Royaume-Uni et Slovénie.
L'ouverture d'un dojo de Hyōhō niten ichi ryū implique obligatoirement l'accord du soke.

## En France

### Historique

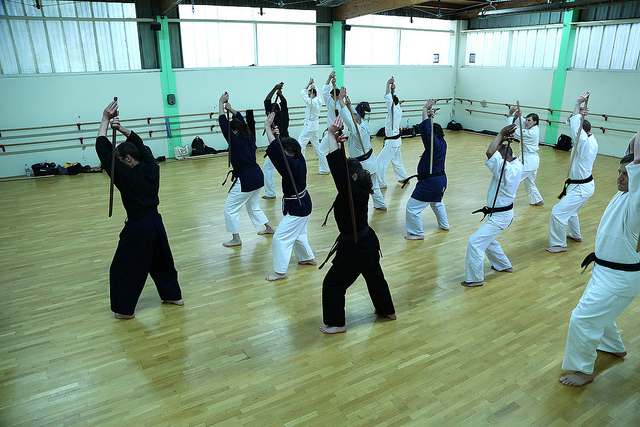
Stage, Saint-Brice sous Forêt, Val-d'Oise, France

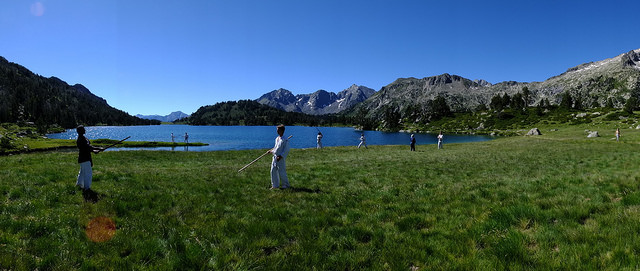
Pratique en altitude ou Yama Keiko, Vielle-Aure, Hautes-Pyrénées, France.

Hyōhō niten ichi ryū est présentée pour la première fois en France en 1998 lors d'une soirée « Koryū » au Grand Théâtre des Champs-Élysées dans le cadre de l'Année du Japon en France. Imaï Katsuyuki soke et son assistant Iwami Toshio menkyo kaiden représentent l'école parmi de nombreuses koryū. Ce premier contact conduit Nguyen Thanh Thien à solliciter le maître d'armes catalan Ricard Pous Cuberes, spécialiste de l'escrime ambidextre et menkyo de l'école, qui l'introduit auprès d'Imaï soke. La rencontre a lieu en 2000 lors de l'Exposition Universelle de Hanovre où Imaï soke et Iwami soke représentent les arts traditionnels du Japon parmi d'autres koryū : Suio Ryu, Kurama Ryu, Itto Ryu. Imaï soke l'invite au Japon à suivre son enseignement. Nguyen Thanh Thien part au Japon avec le maître d'armes catalan Ricard Pous Cuberes dans le dojo d'Imaï soke et d'Iwami menkyo kaiden en 2001 puis chaque année pour Nguyen Thanh Thien. Iwami Toshio sensei devient soke en 2003 et donne à Nguyen Thanh Thien l'autorisation d'enseigner en France et lui attribue le rôle de représentant de l'école pour l'Europe. Depuis cette date, Iwami Toshio soke est venu en France pour des stages internationaux en 2004, 2005 et 2011 à Saint-Brice sous Forêt et en 2013 à Vielle-Aure. Ces stages internationaux ont été les pépinières d'où sont sortis les différents leaders européens qui ont ensuite créé les nombreuses branches pour chaque pays. Iwami soke a aussi participé au Festival des Arts martiaux de Paris Bercy en 2011. Saint-Brice sous Forêt est le berceau du développement de l'école en France et en Europe. 
Depuis 2004, Nguyen Thanh Thien transmet l'enseignement d'Iwami soke, ouvrant des cours et animant des stages tant à Saint-Brice-sous-Forêt, Vielle-Aure et Le Pescher. Août 2015, Kajiya soke inaugure par une cérémonie le dojo du Pescher. Comme pour toute koryū, la technique doit être transmise avec l'esprit de l'école, et particulièrement de son fondateur, Miyamoto Musashi. Ce type de développement requiert par conséquent une progression plus attentive au comportement du pratiquant et donc plus lente que pour les techniques ou les sports de combat. 
Si Hyōhō niten ichi ryū est considérée comme la branche maîtresse de l'enseignement de Musashi, des branches secondaires ont depuis pris racine en France. 
L'importance de Musashi dans l'histoire des arts martiaux a poussé certains à se réclamer de son ascendance. Certains dojos ou enseignants transmettent le double sabre de l'Aïkido créé par Saotome sensei au 20e siècle aux États-Unis sous la parrainage imaginaire de Miyamoto Musashi.
L'influence de Musashi sur les arts martiaux français a certainement bénéficié des traductions du Traité des Cinq Anneaux, ainsi que de l'intérêt de nombreux maîtres et experts au premier rang desquels nous trouvons Kaze Taïji sensei et de Tokitsu Kenji sensei.